# Phaniola cyanella
Phaniola cyanella là một loài ruồi trong họ Tachinidae.